# Okręgowe rozgrywki w piłce nożnej woj. olsztyńskiego (1969/1970)
Drużyny z województwa olsztyńskiego występujące w ligach centralnych i makroregionalnych:
- I liga – brak
- II liga – brak
- III liga – Warmia Olsztyn

Rozgrywki okręgowe:
- klasa okręgowa (IV poziom rozgrywkowy)
- klasa A - 3 grupy (V poziom rozgrywkowy)
- klasa B - podział na grupy (VI poziom rozgrywkowy)
- klasa C - podział na grupy (VII poziom rozgrywkowy)
- klasa D(gminna) - podział na grupy (VII poziom rozgrywkowy)

## Klasa okręgowa
| Poz. | Klub                             | M  | Pkt. |
| ---- | -------------------------------- | -- | ---- |
| 1    | OKS OZOS Olsztyn                 | 30 | 46   |
| 2    | Victoria Bartoszyce              | 30 | 42   |
| 3    | Gwardia Olsztyn (s)              | 30 | 41   |
| 4    | Podchorążak Szczytno             | 30 | 39   |
| 5    | Jurand Bemowo Piskie             | 30 | 37   |
| 6    | Sokół Ostróda                    | 30 | 33   |
| 7    | Jeziorak Iława                   | 30 | 31   |
| 8    | Mazur Pisz                       | 30 | 31   |
| 9    | Tęcza Biskupiec                  | 30 | 29   |
| 10   | Orlęta Reszel                    | 30 | 28   |
| 11   | Zjednoczenie Kętrzyn (b)         | 30 | 27   |
| 12   | Polonia Lidzbark Warmiński       | 30 | 27   |
| 13   | Śniardwy Orzysz                  | 30 | 23   |
| 14   | Drwęca Nowe Miasto Lubawskie (b) | 30 | 20   |
| 15   | Zatoka Braniewo                  | 30 | 14   |
| 16   | Start Działdowo                  | 30 | 11   |

## Klasa A
- grupa I - awans: Łyna Sępopol
- grupa II - awans: Ossa Biskupiec Pomorski
- grupa III - awans: Stal Giżycko